# Wienerwald-Heldendenkmal

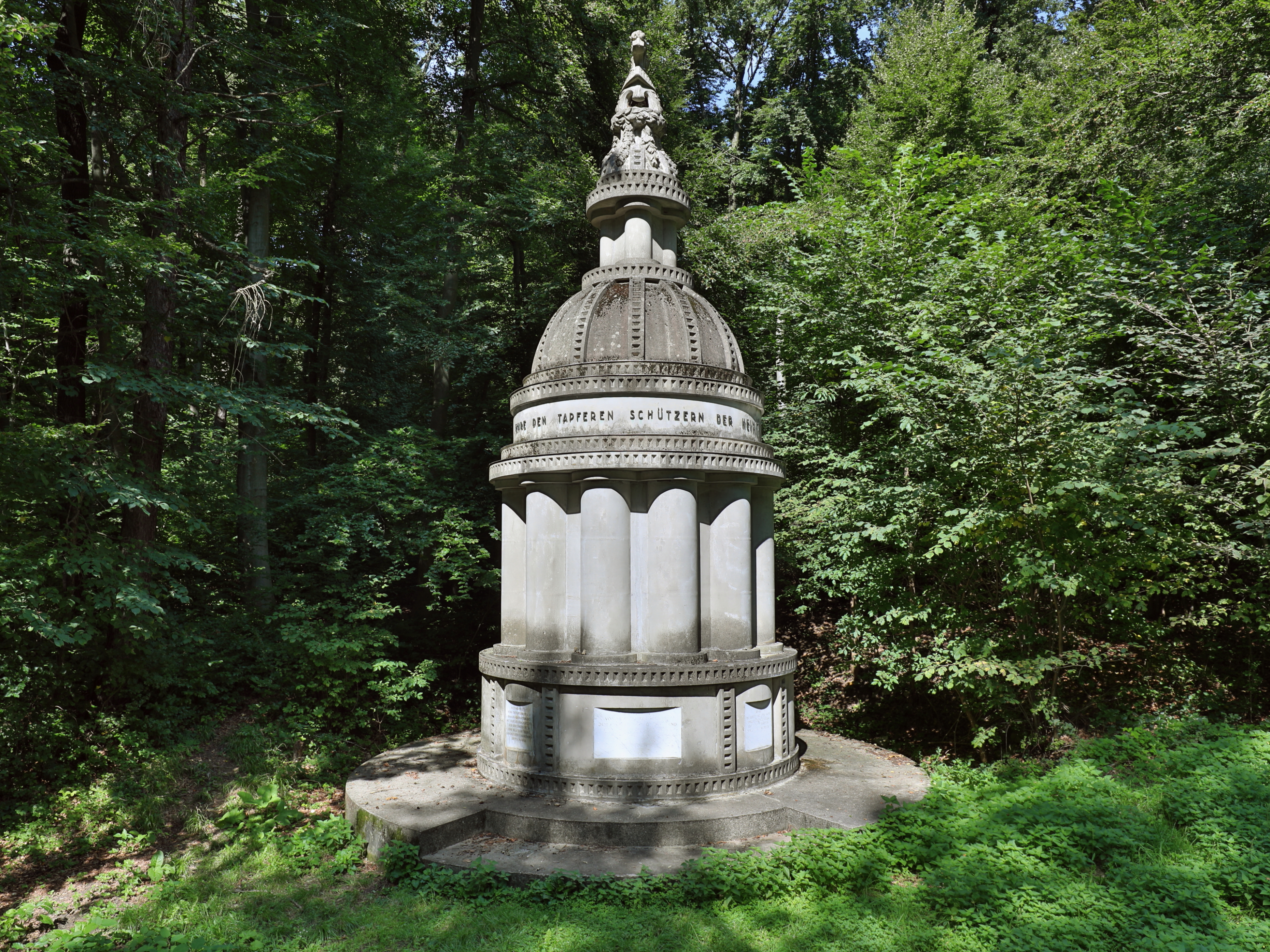
Wienerwald-Heldendenkmal

Das Wienerwald-Heldendenkmal oder auch Wienerwald-Kriegerdenkmal wurde während des Ersten Weltkriegs von Soldaten nahe der Stadtgrenze von Wien auf dem Gemeindegebiet von Weidlingbach errichtet. Das Bauwerk steht unter Denkmalschutz (Listeneintrag).

## Geschichte
Das Wienerwald-Heldendenkmal wurde im Jahr 1916 von Soldaten der österreichisch-ungarischen Armee nach den Plänen und unter der Leitung von Engelbert Robert Tula, einem Landsturmoberleutnant, in ihrer Freizeit auf einem von Fürst Johann Schwarzenberg im heutigen Schwarzenbergpark zur Verfügung gestellten Grundstück errichtet.
Nach der Fertigstellung des Bauwerks erstattete der Oberleutnant dem Kriegsministerium über die abgeschlossenen Arbeiten Bericht und ersuchte um die Anordnung einer Weihefeier mit einem Militärseelsorger und einer Militärmusikkapelle. Das Ministerium lobte den Offizier zwar für diese patriotische Aktion, rügte ihn aber dafür, dass er den Dienstweg nicht eingehalten und zuvor um Bewilligung gebeten hatte. Der Verkauf der von ihm verfassten Gedenkschrift und von Ansichtskarten, deren Erlös er zu gleichen Teilen dem Roten Kreuz in Österreich-Ungarn, Deutschland und Bulgarien sowie dem Roten Halbmond in der Türkei zukommen lassen wollte, wurde ihm verboten. Spenden, die die Mannschaften geleistet hatten, musste er zurückzahlen. Ob und wann die genehmigte einfache Weihefeier abgehalten wurde, ist nicht bekannt.
Da nach dem Ersten Weltkrieg der Schwarzenbergpark kaum noch gepflegt wurde, wurde die Wiese im Laufe der Jahre von Bäumen bewachsen und auch auf dem Wienerwald-Heldendenkmal selbst konnten Pflanzen Wurzeln schlagen.
Die Gemeinde Wien, die 1958 den Schwarzenbergpark erworben hatte, wollte das scheinbar baufällige Wienerwald-Kriegerdenkmal abtragen und an seiner Stelle einen Gedenkstein errichten. Der österreichische Kameradschaftsbund übernahm daraufhin die Aufgabe, das Bauwerk zu renovieren. Durch Zufall gelang es dem mit dieser Aufgabe betrauten Denkmalausschuss, im Kriegsarchiv die das Denkmal betreffenden Dokumente ausfindig zu machen und so den Erbauer und vor allem die Texte der zum Teil bereits unleserlichen Inschriften zu eruieren.
Nach dem Abschluss der Renovierungsarbeiten wurde das Wienerwald-Heldendenkmal am 24. Mai 1970 in Gegenwart von Oberst Josef Gerstmann in seiner Funktion als Militärkommandant von Wien und Stellvertreter des Verteidigungsministers sowie der Tochter von Engelbert Tula eingeweiht.

## Beschreibung
Gemeinsam mit dem 1915, ebenfalls auf Initiative und nach Plänen von Oberleutnant Tula auf der nach Feldmarschallleutnant Heinrich Fath benannten Fath-Höhe auf dem Bisamberg errichteten und 1957 in ein Eichendorff-Denkmal umgestalteten Kriegerdenkmal, gilt das Wienerwald-Heldendenkmal als die wahrscheinlich früheste im Ersten Weltkrieg entstandene Gedenkstätte für gefallene Soldaten.
Das Denkmal ist ein massiver Rundbau mit 12 Metern Höhe, der auf einer kreisförmigen Basis von 14 Metern Durchmesser errichtet wurde. Auf der Kuppel, die scheinbar von 12 Säulen getragen wird, sitzt eine Laterne, die ihrerseits einen mit Lorbeer- und Eichenlaub geschmückten Helm trägt. Verarbeitet wurden rund 186 Kubikmeter Bruch- und Kunststeine sowie 18 Tonnen Portlandzement.
Der am Sockel gelegene Lorbeerkranz mit Schleife aus Bronze verschwand in der Zwischenkriegszeit ebenso wie die schwere Eisenkette, die von 10 Säulen getragen, das Heldendenkmal umgab.
Bei der Errichtung des Heldendenkmals wurden drei Inschriften angebracht:
- Ehre den Schützern der Heimat
- Erbaut im Kriegsjahre 1916 von Oberleutnant Engelbert Tula und Mannschaften der Landsturm-Abt. I / IV, Hameau
- Von Soldaten für Soldaten dem Andenken der vor dem Feinde Gefallenen der verbündeten Armeen Österreich-Ungarns, Deutschlands, der Türkei und Bulgariens dankbar gewidmet.

Anlässlich der Denkmalweihe nach der Renovierung wurden zwei weitere Tafeln mit Inschriften installiert:
- Instand gesetzt vom Österreichischen Kameradschaftsbund mit Hilfe des Bundesheeres, der Gemeinden Wien und Klosterneuburg, Landsleuten und Kameraden Deutschlands.
- Erneuert von Hoch- und Tiefbau Pichler u. Co, Wien 18; Ing. Franz Aufhauser, Steinmetzmeister, Wien 12, Hervicusg. 1 – 7, 1970